# Tøger Seidenfaden
Tøger Seidenfaden, né le 28 avril 1957 à Copenhague et mort le 27 janvier 2011, est un journaliste danois. 
De 1993 jusqu'à sa mort, il est le rédacteur en chef du quotidien danois Politiken. 

## Biographie
Seidenfaden est issu d’une famille de la bourgeoisie danoise étroitement liée à la vie intellectuelle, culturelle et politique de la ville de Copenhague. Ses ancêtres émigrèrent d’Allemagne vers le Danemark au XVIIIe siècle. Le père Erik Seidenfaden était un journaliste connu et fut rédacteur en chef de 1946 à 1965 du journal Dagbladet Information. Il avait rejoint la Résistance danoise pendant l’occupation allemande du Danemark. Sa mère Lone Knutzon était mère de famille et représenta pour Tøger une mère aimante ainsi que intellectuellement stimulante. Lone était la fille de Per Knutzon, acteur de théâtre et de Jenny Sara Goldschmidt Larsen dont le père Edoaurd Larsen fonda le Parti social-libéral danois. Tøger a un demi-frère David, de dix ans son aîné, et une demi-sœur Judith Kaastrup-Olsen huit ans plus âgée, tous deux nés du premier mariage de Lone Knutzons avec l’industriel Jens Kaastrup-Olsen. Toger est particulièrement proche de Judith. D’un premier mariage de son père sont issues les demi-sœurs de Tøger, Annelise (née 1937) et Ebba Merethe, dite Snu (1940). Leur mère Jytte étant la sœur aînée de Jens Kaastrup-Olsen, Erik était donc déjà le beau-frère de Lone avant de l’épouser, situation inhabituelle qui provoqua un scandale.
À six ans Tøger est scolarisé à l’école Bernadotteskole dans le quartier de Hellerup qu’il quitte 18 mois plus tard, en 1965, quand son père abandonne le journal Informationen et prendle poste de directeur de la Fondation danoise à la Cité universitaire internationale à Paris. Toger passe d’abord quatre ans à l’École active bilingue de Paris, située à l’époque dans le 7e arrondissement, puis entre en 1969 en 6e au lycée de Sèvres dans les sections internationales. Il surmonte rapidement ses difficultés linguistiques.
En 1973, à la fin de la classe de troisième, sur les désirs de sa mère il retourne au Danemark et finit sa scolarité au lycée Ingrid-Jespersens de Copenhague. Par la suite il retourne à Paris étudier à l’Institut d’études politiques où il obtient en 1981 le Diplôme d'études approfondies (DEA) en politique internationale. À quoi feront suite en 1983-1984 un master en sciences politiques de l’Université d'Aarhus, un Master of Arts et un Master of Philosophy de l’université Yale.
Seidenfaden épouse en 1989 la journaliste Tine Eiby avec qui il vit jusqu’à sa mort. Ils ont trois fils Emil, Lucas et Johan. Seidenfaden meurt en 2011 à l’âge de 53 ans d’un cancer qui avait été diagnostiqué dès 2003. Il repose dans le caveau familial au cimetière de Ordrup, au nord de Copenhague,.

### Carrière professionnelle
De 1984 à 1985, Seidenfaden est secrétaire de la commission chargée par le gouvernement danois de discuter des questions de sécurité et désarmement (Det Sikkerheds - og Nedrustningspolitiske Udvalg). De 1985 à 1987, il est correspondant à l'étranger, et de 1987 à 1992 rédacteur en chef de l'hebdomadaire Weekendavisen. De 1992 à 1993, Seidenfaden est directeur général de la chaîne de télévision danoise TV2. Ce passage à la télévision reste bref et est marqué par des conflits internes en partie dus à la très forte personnalité de Seidenfaden. En 1993, il prend la suite de Herbert Pundik comme rédacteur en chef de l'influent quotidien de Copenhague Politiken, position sans doute la plus prestigieuse dans le paysage journalistique danois, et qu'il occupe jusqu'à son décès en 2011. Seidenfaden, tout comme son prédécesseur Herbert Pundik a une influence déterminante sur l'évolution de ce quotidien, sans pouvoir cependant en empêcher la chute constante des tirages qui affecte l'ensemble de la presse. Le succès de Seidenfaden au Politiken représente aussi une satisfaction personnelle car son père Erik Seidenfaden avait échoué à obtenir ce poste de rédacteur en chef lors de l'après guerre.
C'est surtout sa période de rédacteur en chef qui contribue à sa notoriété et fait de lui une des voix les plus marquantes de la vie publique danoise. Sa grande notoriété explique qu'il est souvent désigné simplement par son prénom. Il participe activement au débat public et il n'est pas rare qu'il initie même les débats publics importants. Bo Lidegaard, successeur de Seidenfaden en tant que rédacteur en chef de Politiken, le considérait en 2011 comme le plus important rédacteur, intervenant dans le débat public et démocrate danois des 25 dernières années et le décrivit comme « combattant d'avant-garde de la démocratie ».
Une caractéristique essentielle de l'action de Seidenfaden est son opposition à toutes les positions extrêmes, qu'elles soient de gauche ou de droite. Sa propre opinion politique échappait quant à elle à toute catégorisation ce qui lui valait d'être régulièrement attaqué  aussi bien par la gauche que la droite. Il n'hésitait pas à défendre des points de vue impopulaires lorsque ceux-ci lui paraissaient le mériter. Il a été un critique virulent de la dictature soviétique.
Il défendit la première guerre d'Irak de 1991 comme étant une nécessité.
En 1989, Seidenfaden publie en dépit de fortes résistances des extraits des Versets sataniques de Salman Rushdie dans le journal Weekendavisen. Lors de la crise des Caricatures de Mahomet Seidenfaden critique aussi bien le journaliste responsable du Jyllands-Posten, que la gestion de cette crise par le gouvernement danois.

## Distinctions
- 1989 : Publicistprisen, attribué par Le Danske Publicistklub, la plus ancienne association de journalistes au Danemark
- 1993 : chevalier de l'ordre de Dannebrog[5]
- 2010 : prix Ebbe Munck
- 2010 : prix Årets Blæksprutte

## Publications (sélection)
- 10 nye bud på Europe (10 nouveaux paris sur l'Europe), Éditions Dansk Industri, 1996,  (ISBN 8773532215).
- Når tu strammer grenat, Aarhus Universitetsforlag, 2003,  (ISBN 8779340954).
- Les kulturradikale udfordring: kulturradikalismen gennem 130 år : en antologi, 2 (traitant du radicalisme). Édition, maison d'édition Tiderne Skifter, 2005,  (ISBN 8779730469).
- Karikaturkrisen: en undersøgelse af baggrund og ansvar (enquête sur la crise des caricatures de Mahomet), Éditions Gyldendal, 2006,  (ISBN 8702051664). (en collaboration avec Rune Engelbreth Larsen)
- Truet av islamister, 2. Édition, maison d'édition Genesis, 2006,  (ISBN 8247603322). (avec Vebjørn K. Selbekk)
- Absolut Tøger: holdninger til tiden, Maison d'édition Rosinante, 2007,  (ISBN 8763806770).